# Лакрба, Виталий Кучевич
Виталий Кучевич Лакрба (16 мая 1943, Гудаута — 2002, Республика Абхазия) — абхазский скульптор и живописец, член Союза художников Республики Абхазия, экс-директор Сухумского художественного училища.

## Биография
Родился 16 мая 1943 года в Гудауте, в Абхазской АССР.
С 1959 по 1964 год обучался в Сухумском индустриальном техникуме, а с 1964 по 1970 годы — в Тбилисской государственной академии художеств.
С 1970 по 1977 годы преподавал в Сухумском художественном училище рисование, лепку, композицию по скульптуре, а с 1976 года был директором училища. Являлся членом Союза художников СССР и членом Союза художников Абхазии.
Принимал участие во всех выставках Союза художников Абхазии. Выставлялся в Москве, Тбилиси, Генуе, Варшаве, Дрездене.
Работы находятся в Абхазской государственной картинной галереи и в частных коллекциях.
14 апреля 2016 года в его память на здании Сухумского художественного училища была открыта мемориальная доска.